# إيفانغيلين آدامز
إيفانغيلين آدامز (بالإنجليزية: Evangeline Adams)‏ هي مستشارة أمريكية، ولدت في 8 فبراير 1868 في جيرسي سيتي في الولايات المتحدة، وتوفيت في 12 نوفمبر 1932 في نيويورك في الولايات المتحدة.